# Rareș Mariș
Rareș Darian Mariș (n. 25 septembrie 2000, Bârsana, județul Maramureș, România), cunoscut cu numele de scenă rareș, este un cântăreț și actor român care a participat la emisiunea Next Star și a câștigat emisiunea de pe HBO Max, One True Singer. Este cunoscut și pentru că a interpretat unul dintre cele 3 roluri principale din filmul Romina VTM. Melodia lui La tine și la bani (feat. Bogdan DLP) deține recordul Spotify România pentru cea mai longevivă piesă no. 1 în Top 50, de când se fac măsurători în România. De asemenea, s-a aflat timp de 4 săptămâni în ianuarie 2023 în topul clasamentului Romania Songs al Bilboard (bazat pe streaming-uri și descărcări digitale). Mai atinge încă o dată performanța în 2024 (cu melodia Guli Guli) și de două ori în 2025, când lansează Regele și Cel mai fericit de pe pământ, reușind să marcheze numărul 1 simultan în toate topurile existente în România (Billboard, Shazam, Spotify, Apple Music, Youtube și no. 1 Radio Airplay România)

## Viața și carieră
Rareș Mariș s-a născut pe 25 septembrie 2000, în satul Bârsana, județul Maramureș. La vârsta de 13 ani a câștigat finala de popularitate a emisiunii Next Star. Până la 16 ani câștigă numeroase premii locale la diverse concursuri. A locuit la Cluj până la vârsta de 20 de ani, unde a început să studieze Facultatea la Drept a Universității Babeș-Bolyai, la care a renunțat temporar pentru a se concentra pe muzică. S-a mutat în București în anul 2021.
În 2022, a fost remarcat de scouteri pe Tiktok și a fost invitat să participe la emisiunea-concurs One True Singer, jurizată de Alina Eremia, Bruja, Șerban Cazan și Alex Cotoi. Aceasta era prima emisiune din România care îmbina reality-show-ul cu talent-show-ul și îl avea pe Selly în calitate de prezentator. În cadrul acesteia a interpretat, printre altele, melodiile: Mă ucide ea (cover Mihail), Rămâi (cover Delia feat. The Motans), Uită-mă, Până la sânge (cover Carla's Dreams), Pură ficțiune (cover Florian Rus). La sfârșitul celor 10 episoade, acesta a câștigat, pe 27 mai 2022, concursul dotat cu un premiu de 50.000 de euro și un contract cu casa de discuri Global Records.
Și-a început cariera cu melodia Prea tânăr, apoi a lansat piesa Nașpa în colaborare cu Arkanian și Buchet de trandafir în colaborare cu Olivia Addams (remake Akcent).
La sfârșitul anului 2022, intră pentru prima dată în topurile muzicale pe locul 20 (topul Romania Songs al Bilboard) cu piesa 1000 zile, în săptămâna 6-12 noiembrie 2022. În urma lansării filmului Romina, VTM, în care a fost unul dintre protagoniști, melodia sa La tine și la bani (feat. Bogdan DLP) ajunge pe primul loc în clasamentul Romania Songs al Bilboard (bazat pe streaming-uri și descărcări digitale), poziție pe care s-a menținut timp de 4 săptămâni (25 decembrie 2022-21 ianuarie 2023). Tot în aceeași perioadă, mai multe melodii lansate care fac parte din soundtrack-ul filmului ating topurile, precum Te-am Așteptat (feat. Nicole Cherry & Bogdan DLP) (locul 2 în săptămâna 18-24 decembrie 2022, topul Romania Songs al Bilboard), și Mă tot gândeam (feat. Bogdan DLP) (locul 11 în săptămâna 1-7 ianuarie 2023, topul Romania Songs al Bilboard).
În februarie 2023, melodia sa Sâmbătă seara (feat. Theo Rose & Domino) atinge locul 8 în același clasament (în săptămâna 12-18 februarie 2023) și primul și al doilea loc în topul căutărilor de pe Shazam România din aceeași perioadă (februarie-martie 2023).
În 2023, semnează cu McDonald’s România pentru participarea și compunerea soundtrack-ului din cadrul unei campanii de publicitate.
În 2024, lansează Guli Guli împreună cu Bogdan DLP, ajungând pentru a doua oară numărul 1 în topurile Billboard România.

## Discografie

### One True Singer
- 1 aprilie 2022 - Cel mai bun lucru ciudat (feat. Dreea & Adi Istrate)
- 8 aprilie 2022 - Dar-ar naiba dragoste în tine (feat. Erika Isac & Julian)
- 15 aprilie 2022 - Flori și alcool (feat. Julian, Adi Istrate & Robert James Quinn)
- 29 aprilie 2022 - Invidie și flori
- 6 mai 2022 - Mai bine cu ea (feat. Dreea)
- 6 mai 2022 - Cine suntem? (feat. Adi Istrate)
- 13 mai 2022 - Să ardă
- 27 mai 2022 - Nu ți-e dor
- 27 mai 2022 - Uită-mă

### Single-uri
- 3 iunie 2022 - Prea Tânăr
- 22 octombrie 2022 - 1000 zile[23]
- 4 noiembrie 2022 - Greșeli diferite
- 14 noiembrie 2022 - Tokyo
- 30 decembrie 2022 - Wednesday
- 28 aprilie 2023 - De la zero
- 15 septembrie 2023 - Nu ne-a iubit nimeni asa
- 24 ianuarie 2024 - Jumătate
- 28 iunie 2024 - La tine și la bani 2
- 27 septembrie 2024 - Love Is Harder
- 21 februarie 2025 - Dependent
- 9 aprilie 2025 - Cel mai fericit de pe pământ

### Colaborări
- 29 iulie 2022 - Nașpa (feat. Arkanian)
- 7 septembrie 2022 - Buchet de trandafir (feat. Olivia Addams)
- 9 noiembrie 2022 - Inna (feat. Arkanian) (Beach Please)
- 18 ianuarie 2023 - Dragă domnișoară (feat. Lil Cagula)
- 3 februarie 2023 - Sâmbătă seara (feat. Theo Rose & Domino)
- 2 martie 2023 - Pentru că (feat. Berechet) (Beach Please)
- 5 mai 2023 - Foc (feat. Juno)
- 17 mai 2023 - Of Corso (feat. Olivia Addams)
- 30 iunie 2023 - 123 (Ultimul dans) (feat. Ștefan Costea)
- 17 iulie 2023 - Te-am sunat (feat. Eva Timush)
- 26 octombrie 2023 - Străin (feat. Bianca Dragomir)
- 17 noiembrie 2023 - Să curgă banii (feat. DOC)
- 19 aprilie 2024 - Să Fii Tu (feat. Mira)
- 5 august 2024 - Mykonos (feat. Adi Istrate)
- 22 noiembrie 2024 - Hai sictir (feat. Liviu Teodorescu)

### Romina VTM (official soundtrack)
- 22 noiembrie 2022 - Alo, Alo (feat. Nicole Cherry)

- 29 noiembrie 2022 - Toate piesele de dragoste (feat. Nicole Cherry)
- 5 decembrie 2022 - Te-am Așteptat (feat. Nicole Cherry & Bogdan DLP)
- 10 decembrie 2022 - La tine și la bani (feat. Bogdan DLP)
- 12 decembrie 2022 - Inimă de aur (feat. Gheboasă & Iuly Neamțu)[24][25]
- 22 decembrie 2022 - Nopțile nedormite (feat. Nicole Cherry)[26]

### Miami Bici 2 (official soundtrack)
- 13 octombrie 2023 - 100 Metri carduri (feat. Gheboasă)

### Buzz House (official soundtrack)
- 8 martie 2024 - Guli Guli (feat. Bogdan DLP)
- 28 martie 2025 - Regele (feat. Tzanca Uraganu & Sheik)

## Filmografie
Rareș a jucat în filmul "Romina, VTM" (apărut pe 2 ianuarie 2023) în rolul lui Valentin, alături de Nicole Cherry și Bogdan de la Ploiești.